# Ordines Romani
Gli Ordines Romani sono collezioni di documenti contenenti le rubriche delle varie azioni liturgiche del rito romano, che coprono diversi secoli del Medioevo (dal VI al XV secolo). Per lo più descrivono i riti celebrati dal papa o dai suoi vicari nelle basiliche romane. Gli Ordines a noi pervenuti sono quindici: la loro struttura non è tuttavia omogenea e il loro contenuto ha subito delle alterazioni con rimaneggiamenti nel corso dei secoli, ma rappresentano un documento prezioso che testimonia l'evoluzione storica della liturgia romana a partire dai tempi altomedioevali.
Tali testi si sono diffusi in tutto l'Occidente cattolico come riferimento per le cerimonie sacre anche grazie alla facilità di comprensione del latino popolare in cui erano scritte. La loro importanza in campo liturgico è comprovata dal fatto che furono alla base del Pontificale Romanum, del Caeremoniale Episcoporum e di altri libri liturgici in uso nella Chiesa latina.